# Telesur
Telesur és un canal de televisió per satèl·lit que emet des de Caracas (Veneçuela) i amb cobertura a tota l'Amèrica del Sud, l'Amèrica Central, el Carib, l'Amèrica del Nord, l'Europa occidental i el nord d'Àfrica.
Telesur és finançada, principalment, pel govern de Veneçuela, així com pels governs de l'Argentina, Cuba, Equador, Nicaragua i Uruguai; i compta també amb el beneplàcit d'altres governs de llatinoamèrica.
El seu principal objectiu és ser un mitjà per a la integració de l'Amèrica llatinoamericana i caribenya, d'acord amb els ideals del llibertador Simón Bolívar i contrarestar el potencial mediàtic de les grans cadenes privades nord-americanes.
Es pot captar a través del satèl·lit NSS (New Skies Satellite) 806.
La creació i posada en funcionament d'aquest mitjà de comunicació l'any 2005 ha estat molt criticat pel govern dels Estats Units i per les grans cadenes de televisió mundials que el visualitzen com una amenaça per a la seva preeminença informativa a l'Àmèrica llatina.